# Szent Elmo-erőd
A Szent Elmo-erőd (máltaiul: Forti Sant'Iermu) egy csillagerőd, amely Málta lovagkori erődítményeinek egyik legfontosabb tagja. A máltai lovagrend uralma alatt építették 1552-ben, mai formáját 1670 és 1693 között nyerte el. A Marsamxett és a Nagy kikötő közötti félszigeten található erőd a máltai főváros, Valletta erődítményeinek északi végét alkotja, és kiemelkedő stratégiai pozíciójából a Tigné- és a Ricasoli-erőddel együtt mindkét kikötő bejáratát ellenőrzés alatt tartja. Leginkább az 1565-ös máltai nagy ostromban játszott jelentős szerepéről ismert, amikor a törökök ugyan elfoglalták és teljesen elpusztították, ám ez akkora áldozatukba került, amely elégnek bizonyult az ostrom kudarcához és a sziget megvédéséhez. Az épület jelenleg is katonai célokat szolgál. Valetta városának részeként 1980 óta az UNESCO világörökség része.

## Története

### Előzmények és az erőd felépítése
A helyi milícia már 1417-ben állandó őrhelyet létesített a Sciberras-félsziget csúcsán. 1488-ban az aragóniaiak őrtornyot építettek a Saint Elmo-foknál, amelyet Formiai Szent Erasmusnak, ismertebb nevén Szent Elmónak szenteltek. 1533-ban a máltai lovagrend megerősítette a tornyot stratégiai elhelyezkedése miatt. 1551-ben oszmán portyára került sor, amelynek során a török flotta ellenállás nélkül behajózott Marsamxett kikötőjébe. Emiatt a lovagok úgy döntöttek, hogy jelentős bővítésre van szükség. 1552-ben a tornyot lebontották, és egy új csillagerődöt kezdtek építeni a helyén, melyet mindössze néhány hónap alatt húztak fel. Ezt egy Pietro Pardo nevű spanyol mérnök tervezte, és egy ágyútoronnyal, egy fedezékkel és egy tenaillal rendelkezett. Az 1565-ös ostrom előtt hónapokkal sietve hozzáépítettek egy háromszög alakú ravelint. A Szent Elmo-erőd helyőrsége mindössze hat lovagból és hatszáz katonából állt békeidőben, kormányzójuk, a több mint hetvenéves piemonti lovag, Luigi Broglia volt. A támadás előtt a nagymester egy spanyol lovagot, Juan de Guarast jelölte ki parancsnokhelyettesnek, és kétszáz gyalogossal, valamint 46 lovaggal erősítette meg a garnizont. Az erőd védelmét az ostrom alatt rendszeresen egészítették ki új katonákkal, akik bárkákon hajóztak át a Szent Angyal-erődből, és így szállították el a sebesülteket is.

### Az 1565-ös nagy ostrom
1565-ben, Málta nagy ostromakor az oszmánok ismét megszállták Máltát, sokkal nagyobb erővel, mint 1551-ben. A Szent Elmo-erőd volt az ostrom leghevesebb harcainak színhelye, és közel egy hónapig állta a sarat, ellenállva az erődre néző Sciberras-hegyre telepített török ágyúk és a Marsamextt kikötő északi ágán, a Tigné-erőd mai helyén lévő ütegek masszív bombázásának. Az erőd kezdeti helyőrsége körülbelül százötven lovagból és hatszáz katonából állt, akiknek többsége spanyol volt, valamint hatvan fegyveres gályarabból. A helyőrséget hajóval lehetett megerősíteni a Nagy kikötő túloldalán, Birgu és Senglea erődjeiből.
Az erőd lövetése során az egyik ágyú rosszul sült el, és a hajó saját parapetjének tetejét találta el, minden irányba repítve a szilánkokat. A becsapódásból származó törmelék megölte a lövészt, és halálosan megsebesítette a hírhedt berber kalózt, Turgut reisz admirálist, az egyik legképzettebb oszmán parancsnokot. Az erőd 28 napig állta az ostromot, majd 1565. június 23-án, éppen a rend védőszentje, Keresztelő János ünnepének előestéjén a törökök kezére került. A védekező lovagok közül senki sem élte túl, és a máltai védők közül is csak kilencen maradtak életben, akik a Szent Elmo-erőd eleste után átúsztak a Nagy kikötő túloldalán lévő Szent Angyal-erődbe.
Az egyhónaposra nyúló ostrom során a sziget védői ezerötszáz embert, köztük több mint száz lovagot (89 halottat és 28 sebesültet) vesztettek. A török halottak száma hatezer és nyolcezer között volt. Musztafa pasa a vár romjainál feltette a kérdést kísérőinek a Szent Elmóra és az öböl túlsó oldalán álló erődökre utalva: „Ha ez a kisfiú ilyen sokba került nekünk, mennyit kell majd fizetnünk az apáért?”
A hosszúra nyúló, 31 napos véres ostrommal sok időt nyertek a másik két erőd előkészítésére és a Spanyolországból érkező erősítés megérkezésére. Végül a többhónapos összecsapás 1565. szeptember 11-én keresztény győzelemmel zárult, és megállította az oszmánok nyugatra irányuló földközi-tengeri terjeszkedését.

### Újjáépítése és átalakítása
Az ostrom után Jean Parisot de La Valette nagymester úgy döntött, hogy új várost épít a félszigeten. Az építkezés 1566-ban kezdődött, és a pápa Francesco Laparellit küldte az erődítmények megtervezésére. A romos Szent Elmo-erődöt újjáépítették, és a városfalakba integrálták.
Az erődöt a 17. században többször is átalakították. A Vendôme-bástya 1614-ben épült, 1687-ben pedig a Carafa Enceinte épült meg a teljes erődöt körülvevő előretolt területen. A század végén az erődöt közvetlenül összekapcsolták az ágyútoronnyal, és az árok egy részét feltöltötték, betemetve ezzel az eredeti bástyák egy részét. A 18. században a Vendôme-bástyában új lőporraktár épült, a főerőd és a Carafa Enceinte közötti területen pedig további raktárakat építettek. Ezeket Pinto-raktáraknak nevezik, és a környező területtel együtt alkotják az úgynevezett Alsó-Szent-Elmo-erődöt.
1775. szeptember 8-án a Saint Elmo-erődöt 13 lázadó pap foglalta el Szent Jakab-ágyútoronnyal együtt, ami a papok lázadása néven vált ismertté. A rend zászlaját leengedték, és helyette Szent Pál zászlaját tűzték ki. A rendnek sikerült visszafoglalnia a Szent Elmót, így a Szent Jakabot ellenőrző lázadók is megadták magukat. Végül a lázadókat bíróság elé állították, és hármukat kivégeztek, míg a többieket száműzték vagy bebörtönözték. A három kivégzett fejét a Szent Jakab-torony sarkaira tűzték ki, de nem sokkal azután, hogy Emmanuel de Rohan-Polduc-t ugyanezen év novemberében nagymesterré választották, eltávolították őket.

### Brit uralom alatt
Az erődöt a 19. század elején a britek ismét átalakították, amikor egy muskétás parapetet építettek hozzá. 1855-ben a Vendôme-bástyánál lévő lőporraktárt fegyvertárrá alakították át, és a palotai fegyvertárból néhány kézifegyvert áthelyeztek oda. Az 1870-es években további munkálatokat végeztek az Abercrombie-bástyán. 1917-ben az első szívműtétet, amelyet katonán hajtottak végre, a Szent Elmóban végezték el. A két világháború közötti időszakban lövegállásokat építettek, amelyekben új, 6 fontos QF ikerágyúk kaptak helyet.
Az erőd volt a célpontja Málta első légi bombázásának 1940. június 11-én. A légitámadás alatt az erődben tartózkodó személyek között volt Ċensu Tabone katonai orvos, aki később Málta elnöke lett. Ő túlélte a bombázást, de hatan meghaltak ugyanebben a légitámadásban.
1941. július 26-án az olaszok egy Aviso-hajóval, két emberes torpedóval, négy MAS- és hat MT-csónakkal tengeri támadást indítottak a Nagy kikötő ellen. Az érkező támadókat a sziget egyetlen brit radarberendezése korán észlelte, és a Saint Elmó-i parti tüzérség tüzet nyitott, amikor az olaszok a közelbe értek. A támadók közül tizenötöt megöltek és tizennyolcat elfogtak, az összes emberi torpedó és MT csónak, valamint két MAS csónak odaveszett. Az egyik MT-csónak eltalálta a Szent Elmo hidat, amely összekötötte a hullámtörőt az erőd melletti félsziget csúcsával, és a híd összeomlott. A hidat soha nem állították helyre, és csak 2012-ben épült helyette egy új, hasonló, de más kialakítású szerkezet, melynek költsége 2,8 millió euró volt.
Az erőd egyes részei súlyosan megrongálódtak a háború alatt, és a bombázások egyes nyomai a mai napig láthatók. 1972. március 26-án a Máltai Királyi Tüzérség elhagyta az erődöt, ezzel véget ért a hosszú katonai múltja. Az erőd egyes részei ezt követően használaton kívülre kerültek.

### Málta függetlenné válásától napjainkig
A World Monuments Fund 2008-ban a világ 100 legveszélyeztetettebb helyszínét tartalmazó listájára vette fel az erődöt, mivel a karbantartás és a biztonság hiánya, a természetes öregedés és az időjárás viszontagságainak való kitettség miatt jelentősen leromlott a helyszín állapota. 2009 óta jelentős helyreállítási munkálatok kezdődtek, és 2014-re a felső Szent Elmo és a Carafa enceinte 15,5 millió eurós helyreállítása majdnem el is készült, végül 2015-ben befejeződtek a helyreállítási munkálatok.
1975-től az erőd egy része a Nemzeti Háborús Múzeumnak adott otthont, amely az első és második világháborúval kapcsolatos katonai felszereléseket és egyéb tárgyakat tartalmazott. Ebben a múzeumban volt kiállítva a György-kereszt másolata is, amelyet VI. György király 1942 áprilisában adományozott Máltának. 2014 szeptemberében a múzeum bezárt, majd 2015 májusában nyitotta meg újra kapuit, immár egy nagyobb gyűjteménnyel.
A 20. század közepe óta az erőd a máltai rendőrakadémiának is otthont ad. Az erőd más részeit az In Guardia és az Alarme katonai hagyományőrzők használják.
A helyreállítás során régészeti ásatásokat végeztek, és az 1565 előtti erőd különböző elemeit tárták fel. Ez azért volt fontos lelet, mert az eredeti erődítményből kevés maradt meg, főként azért, mert Laparelli 1566-ban újjáépítette, és a 17. és 19. század között számos felújításon esett át.
2015 novemberében az erődöt a migrációról szóló vallettai csúcstalálkozó médiaközpontjaként használták. 2015 novemberében külföldi újságírók szerint ez volt talán „a leglenyűgözőbb helyszín, amely valaha uniós csúcstalálkozónak adott otthont.”

## Galéria

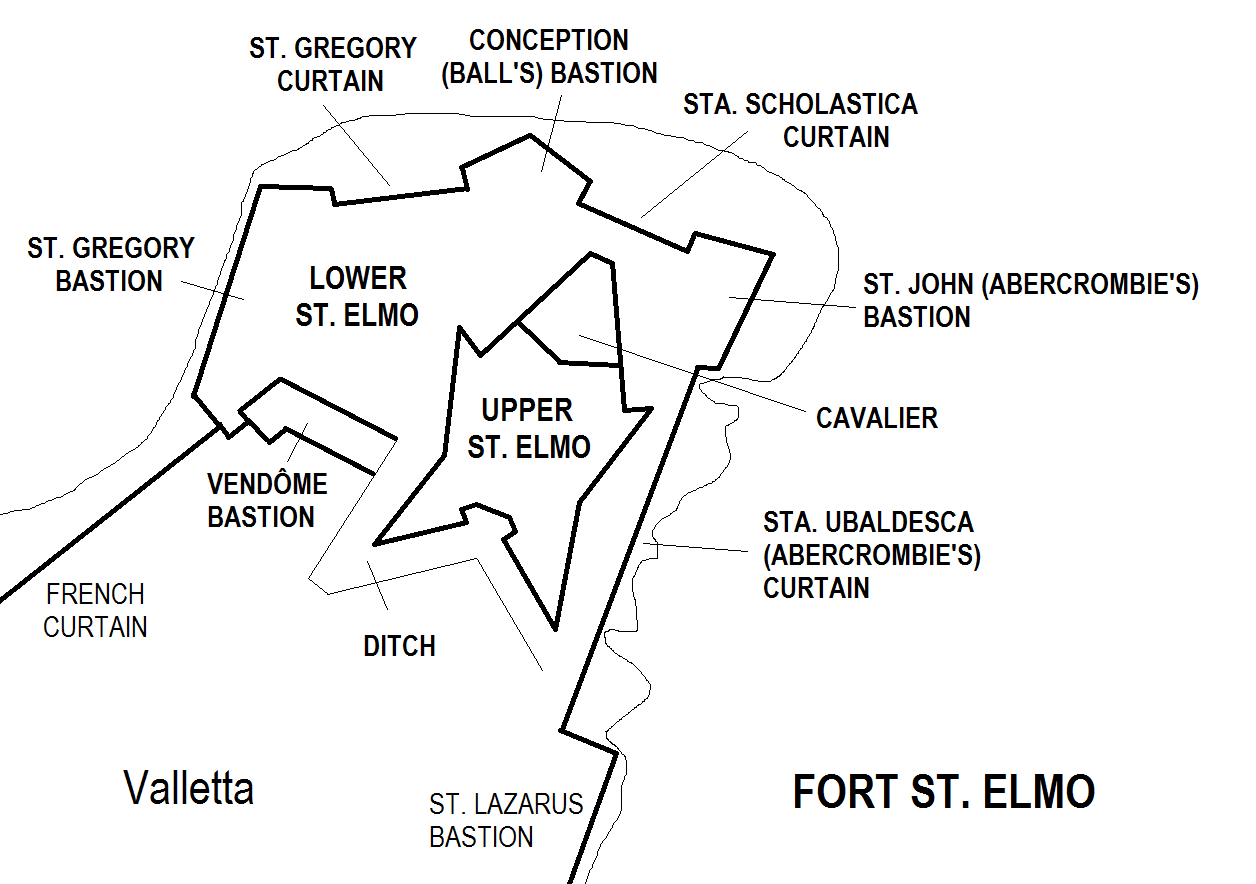
Az alsó és felső erőd pozíciója Valletta védművei között
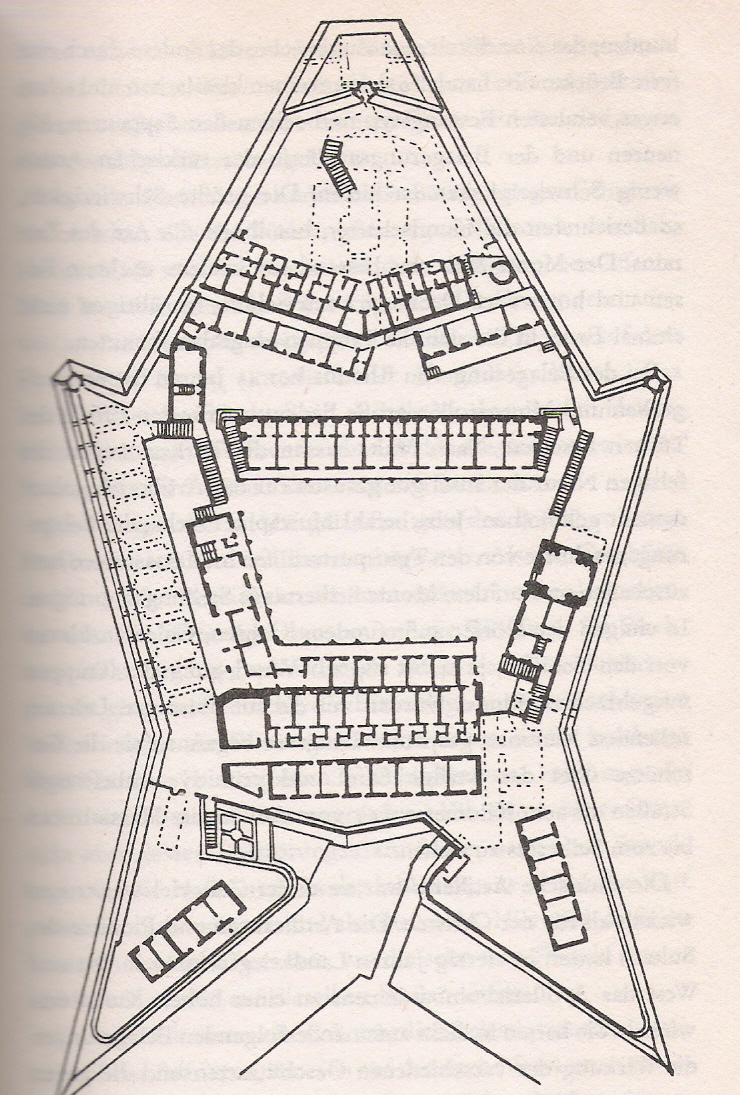
A felső csillagerőd alaprajza
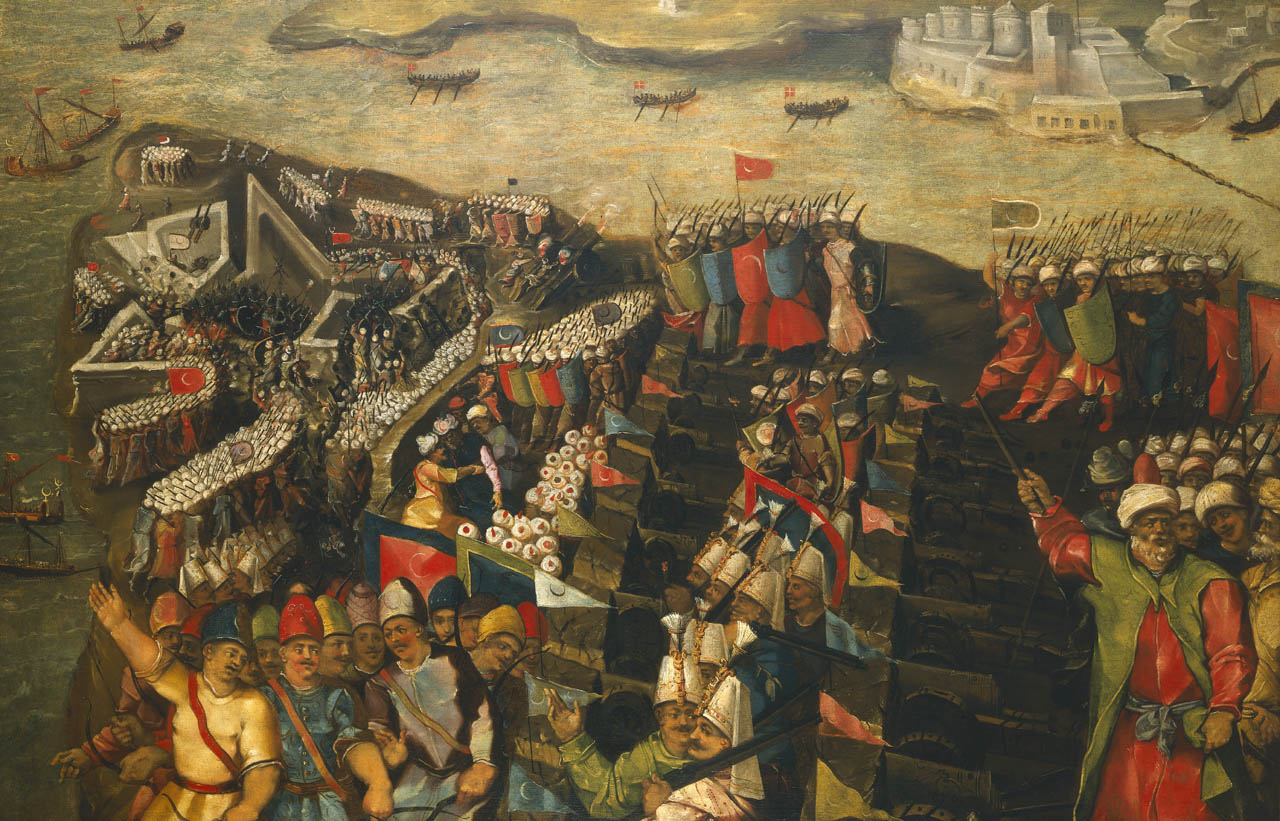
Az eredeti erőd 1525-ös ostroma
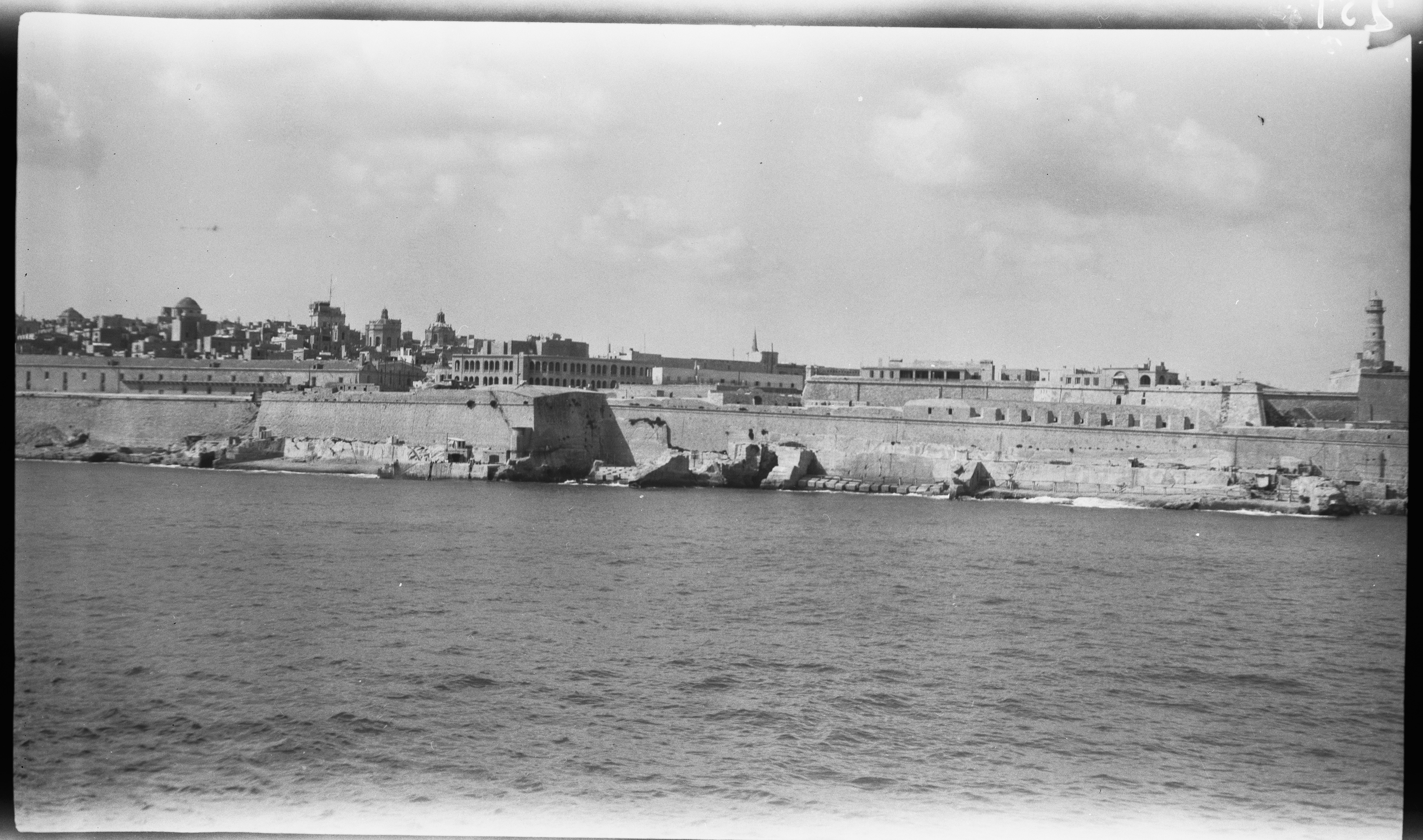
Brit uralom alatt, a jobb szélen még áll a később elbontott világítótorony
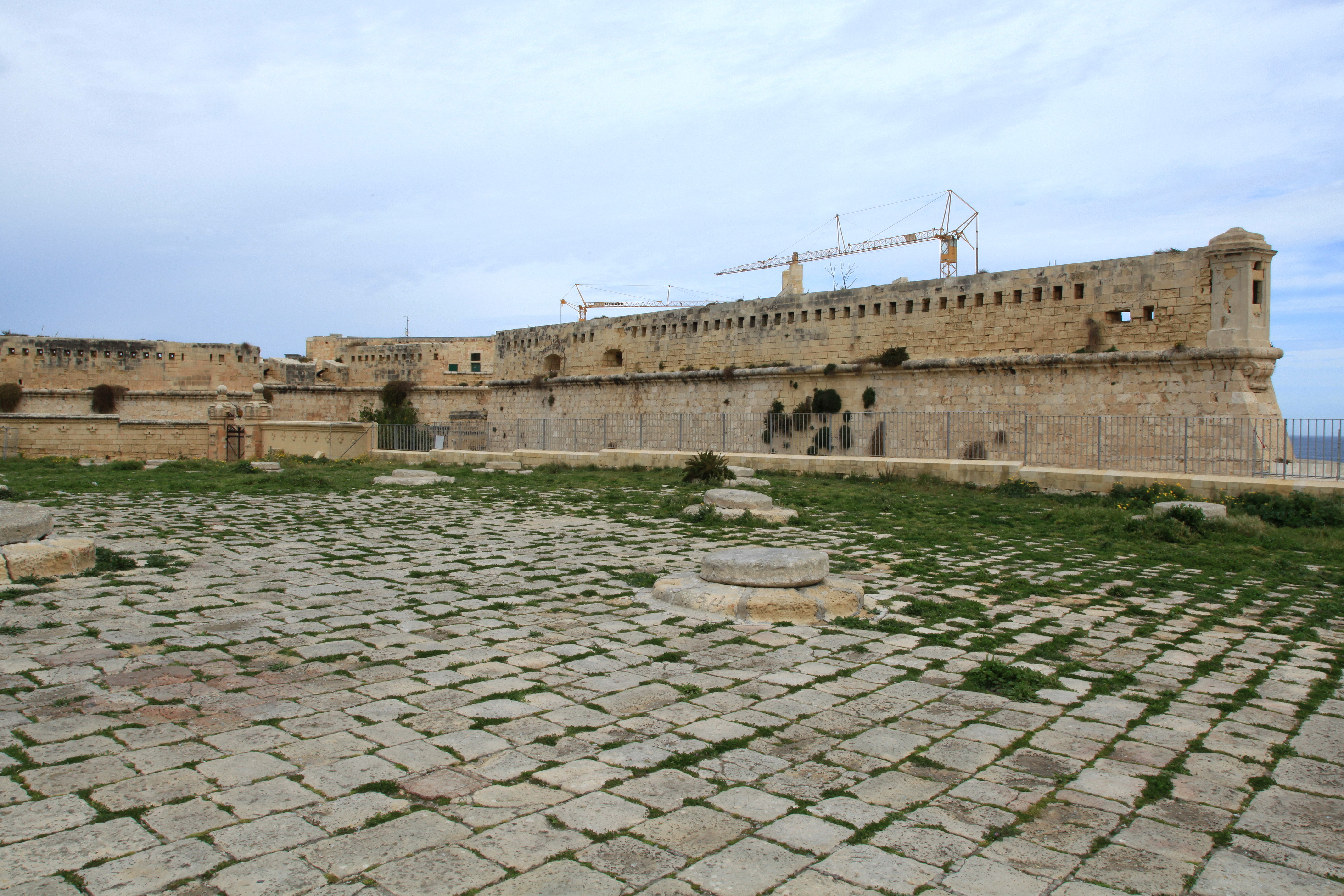
A bal oldali félbástya a felújítás előtt 2013-ban
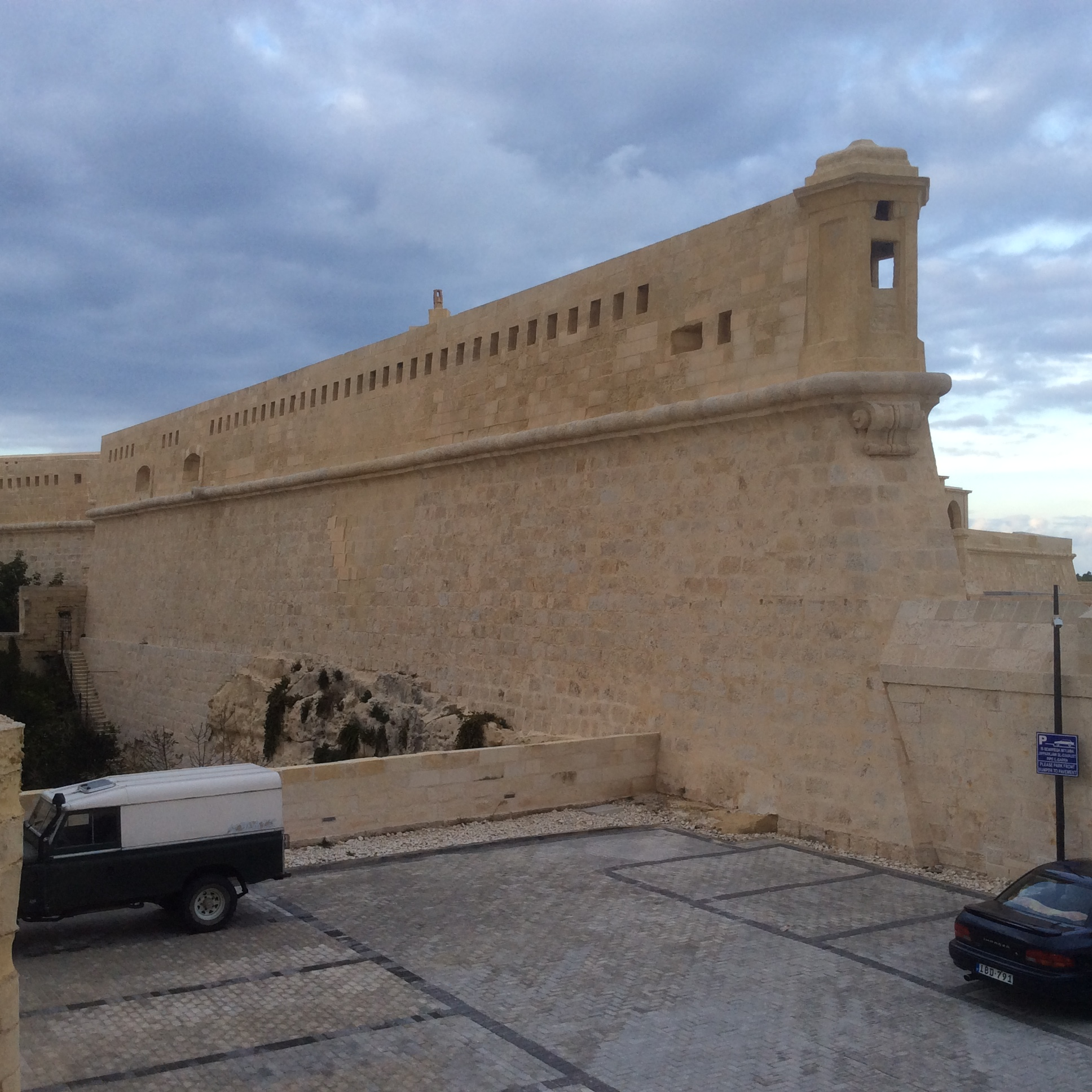
Felújítva 2015 végén
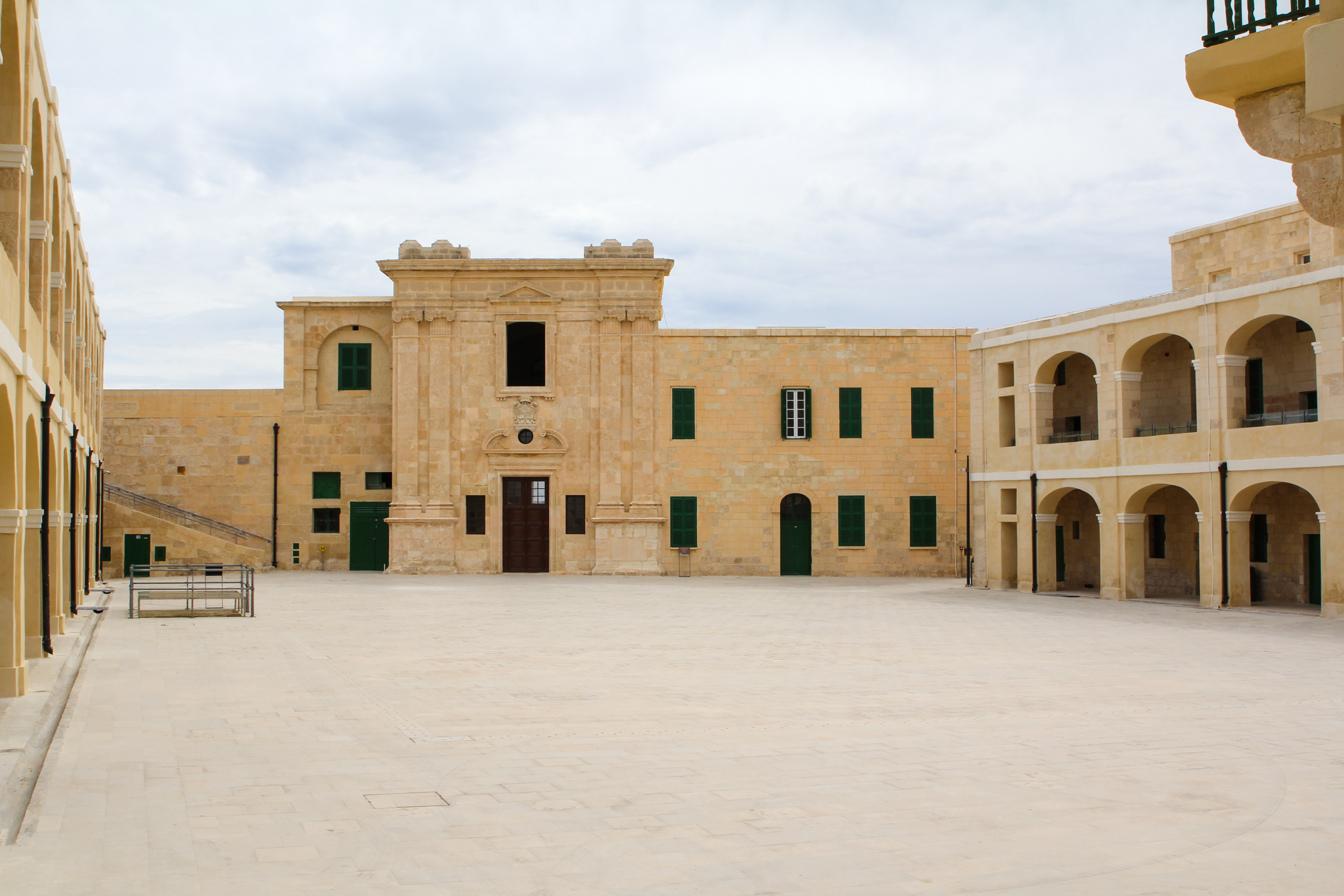
A Szent Anna-templom
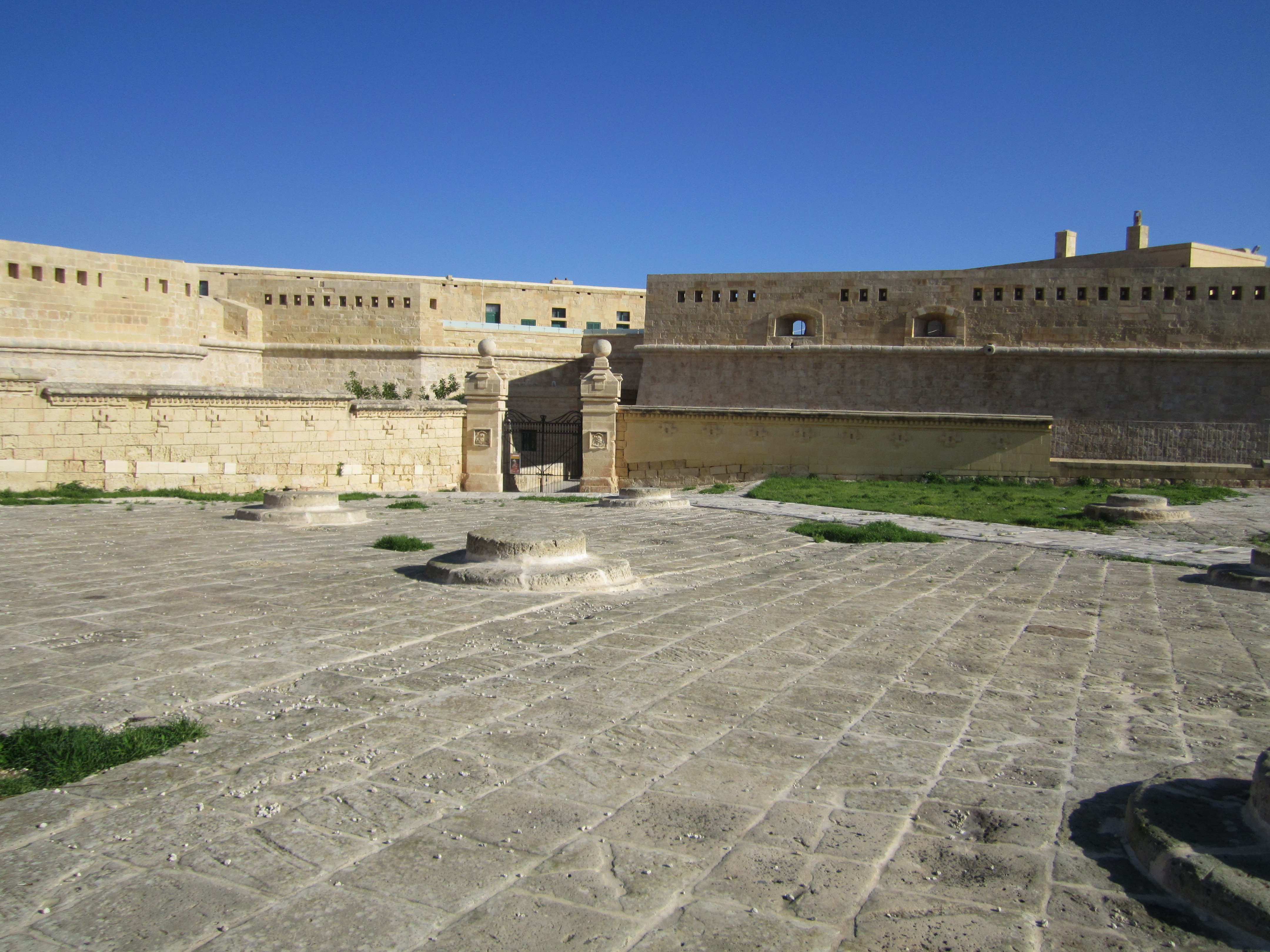
A felső erőd nagyudvara
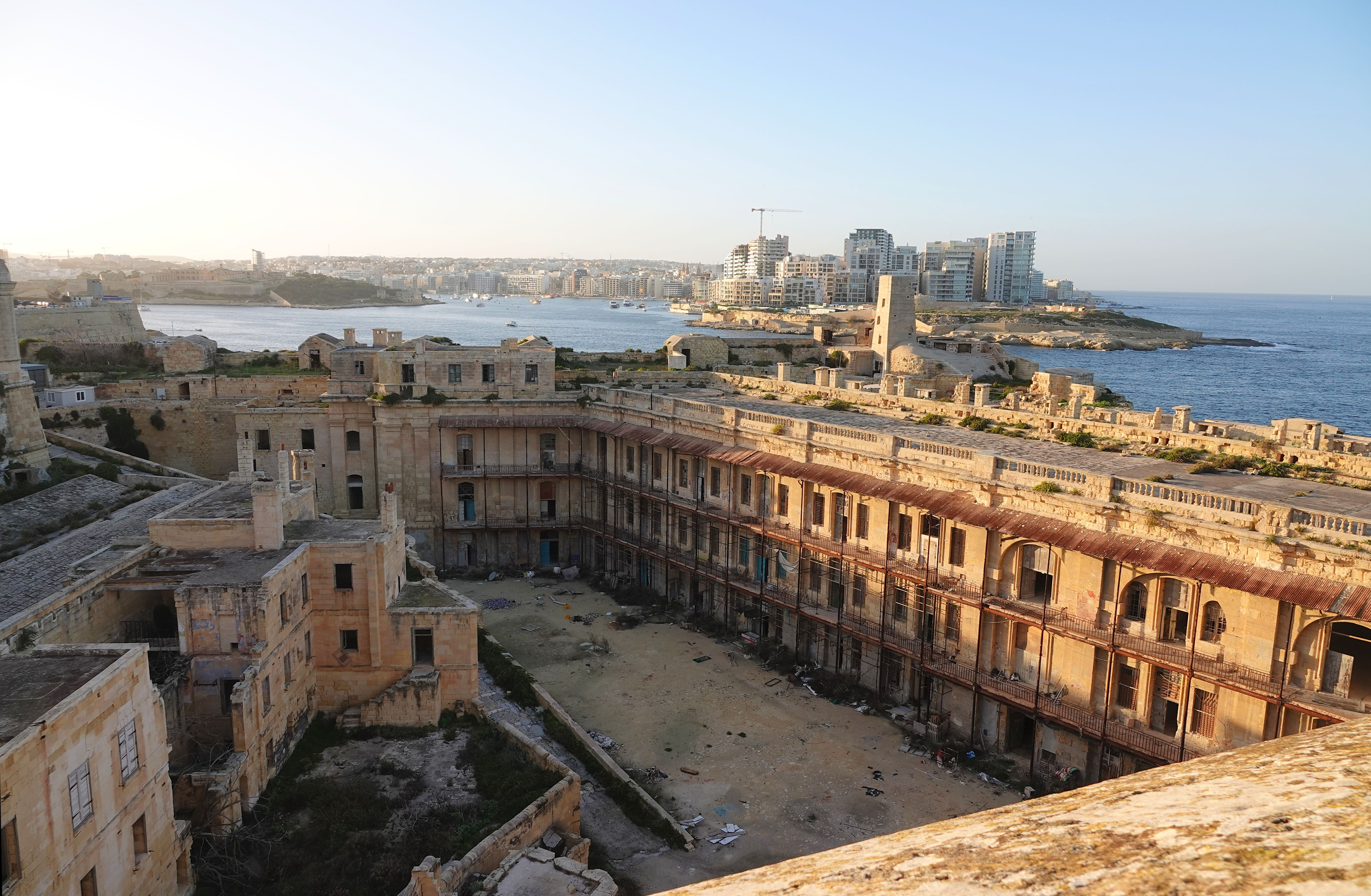
A felújításra szoruló alsó udvar
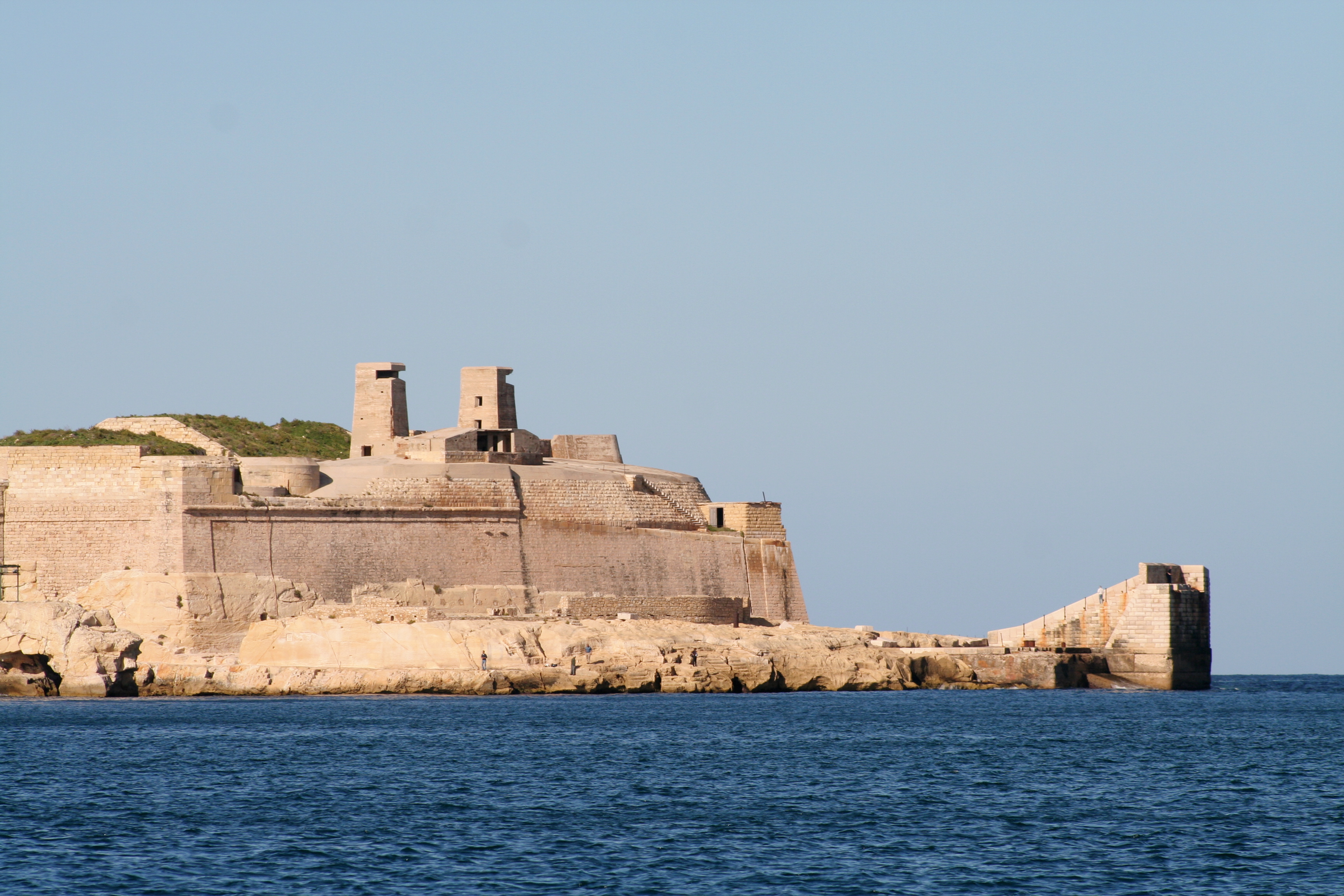
A második világháborús brit beton őrtornyok
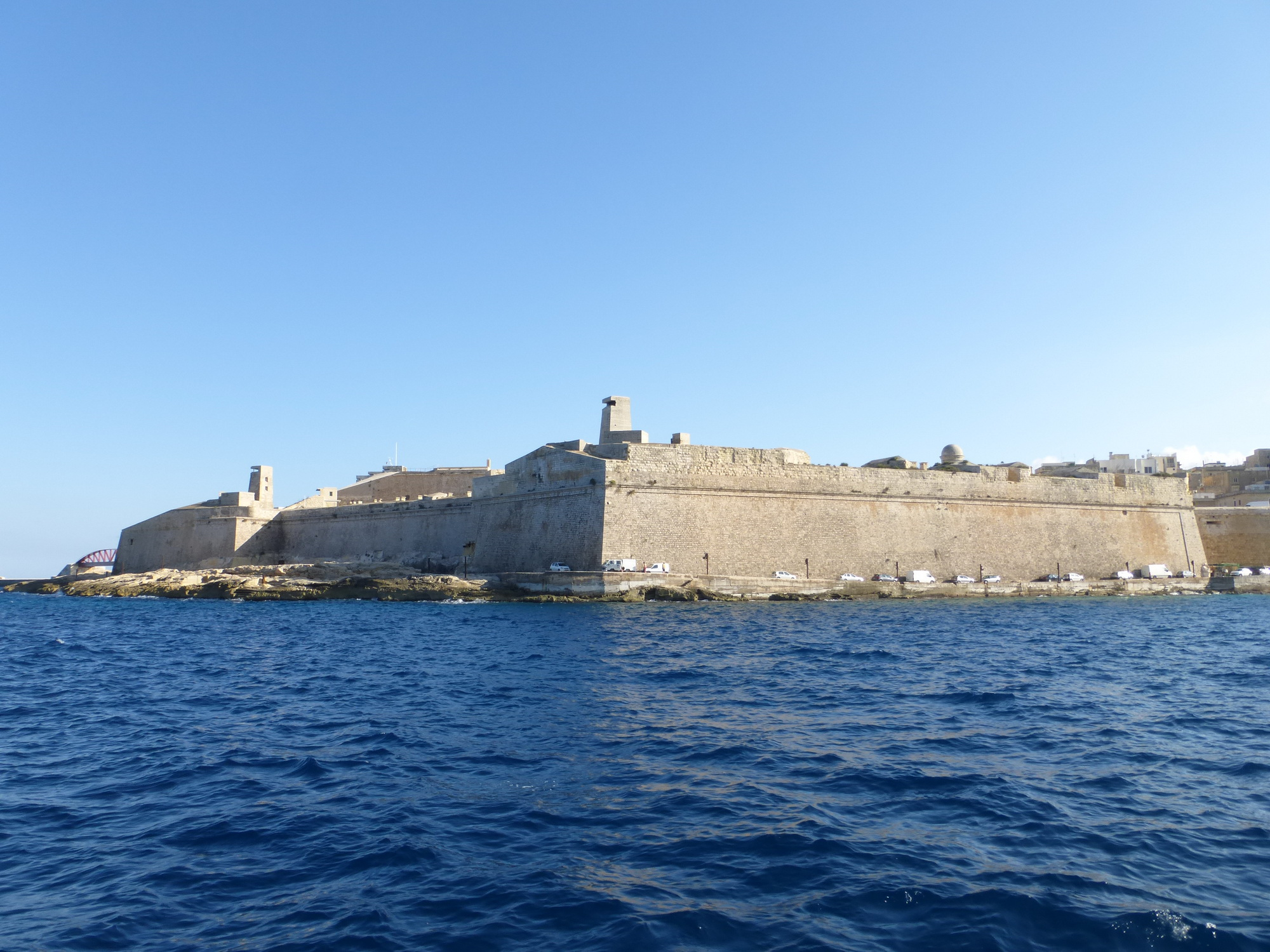
A falak méretét jól szemléltetik az alul álló autók
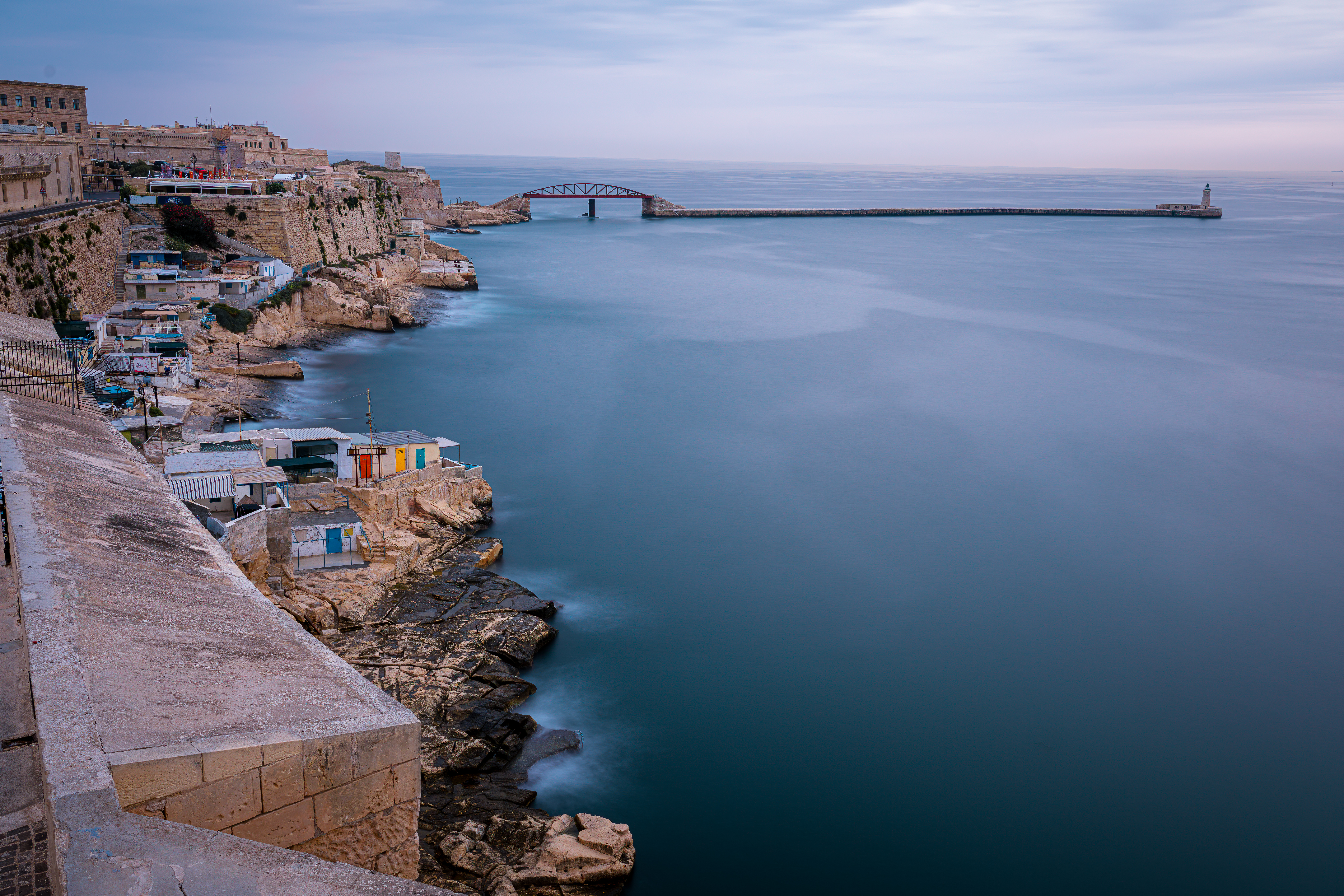
A hullámtörő és az új mobilhídja

## Fordítás
- Ez a szócikk részben vagy egészben  a   Fort Saint Elmo című angol Wikipédia-szócikk ezen változatának fordításán alapul.  Az eredeti cikk szerkesztőit annak laptörténete sorolja fel. Ez a jelzés csupán a megfogalmazás eredetét és a szerzői jogokat jelzi, nem szolgál a cikkben szereplő információk forrásmegjelöléseként.